# 보르그엘아랍 국제공항
보르그엘아랍 국제공항(아랍어: مطار برج العرب الدولي, 영어: Borg El Arab Airport)는 이집트 알렉산드리아 주 보르그엘아랍에 있는 공항이다. 2007년 이용객은 189064명이다.

## 운항 노선

### 국제선
| 항공사               | 목적지                                                              |
| -------------------- | ------------------------------------------------------------------- |
| 에어 아라비아 이집트 | 아부다비, 베이루트, 다르맘, 이스탄불(사비하 괵첸), 쿠웨이트, 리야드 |
| 에티하드 항공        | 아부다비                                                            |
| 플라이 두바이        | 두바이                                                              |
| 지자 에어            | 쿠웨이트                                                            |
| 쿠웨이트 항공        | 쿠웨이트                                                            |
| 플라이나스           | 제다, 리야드                                                        |
| 나일 에어            | 제다                                                                |
| 카타르 항공          | 도하                                                                |
| 로얄 요르단 항공     | 암만(퀸알리아)                                                      |
| 사우디아라비아 항공  | 제다, 리야드                                                        |
| 터키항공             | 이스탄불(아타튀르크)                                                |

## 같이 보기
- 이집트의 공항 목록
- 알렉산드리아